# Närhetens kyrka
Närhetens kyrka är en kyrkobyggnad som tillhör Stora Kils församling i Karlstads stift. Kyrkan ligger centralt i samhället Kil.

## Kyrkobyggnaden
Kyrkan är uppförd 1979 efter ritningar av arkitekt Rolf Bergh.
Den vilar på en sockel av betong och har fasader klädda med rött tegel. Kyrkan har ett konkavt format tälttak som är klätt med aluminiumplåt. Kyrkorummets båda gavlar har rosettfönster med färgat glas. Ihopbyggda med kyrkan finns äldre församlingslokaler som är uppförda 1970 och tillbyggda 1975.
Vid huvudentrén står en klockstapel som är byggd av betong.

## Inventarier
- Dopfunten av murad klinker står till vänster om altaret. Ovanför dopfunten hänger en ljuskrona av mässing.
- Altartavlan är en triptyk i textil skapad av konstnären Ethel Halvarsson.

### Orgel
- Den gamla orgeln är tillverkad 1979 av Hans Heinrich orgelbyggeri i Finland. Den har tio stämmor, två manualer och pedal. Den var mekanisk.
- Den nuvarande orgeln är en elektrisk 3-manualig orgel Bravura av orgelbyggaren Allen Organ Company med 46 stämmor.

| Manual I      | Manual II        | Pedal      | Koppel |
| Rörflöjt 8’   | Trägedackt 8’    | Subbas 16’ | I/P    |
| Principal 4’  | Koppelflöjt 4’   |            | II/P   |
| Waldflöjt 2’  | Principal 2’     |            | II/I   |
| Scharf 2-3 ch | Gemskvint 1 1⁄3’ |            |        |
|               | Sifflöjt 1'      |            |        |
|               | Tremulant        |            |        |

## Galleri

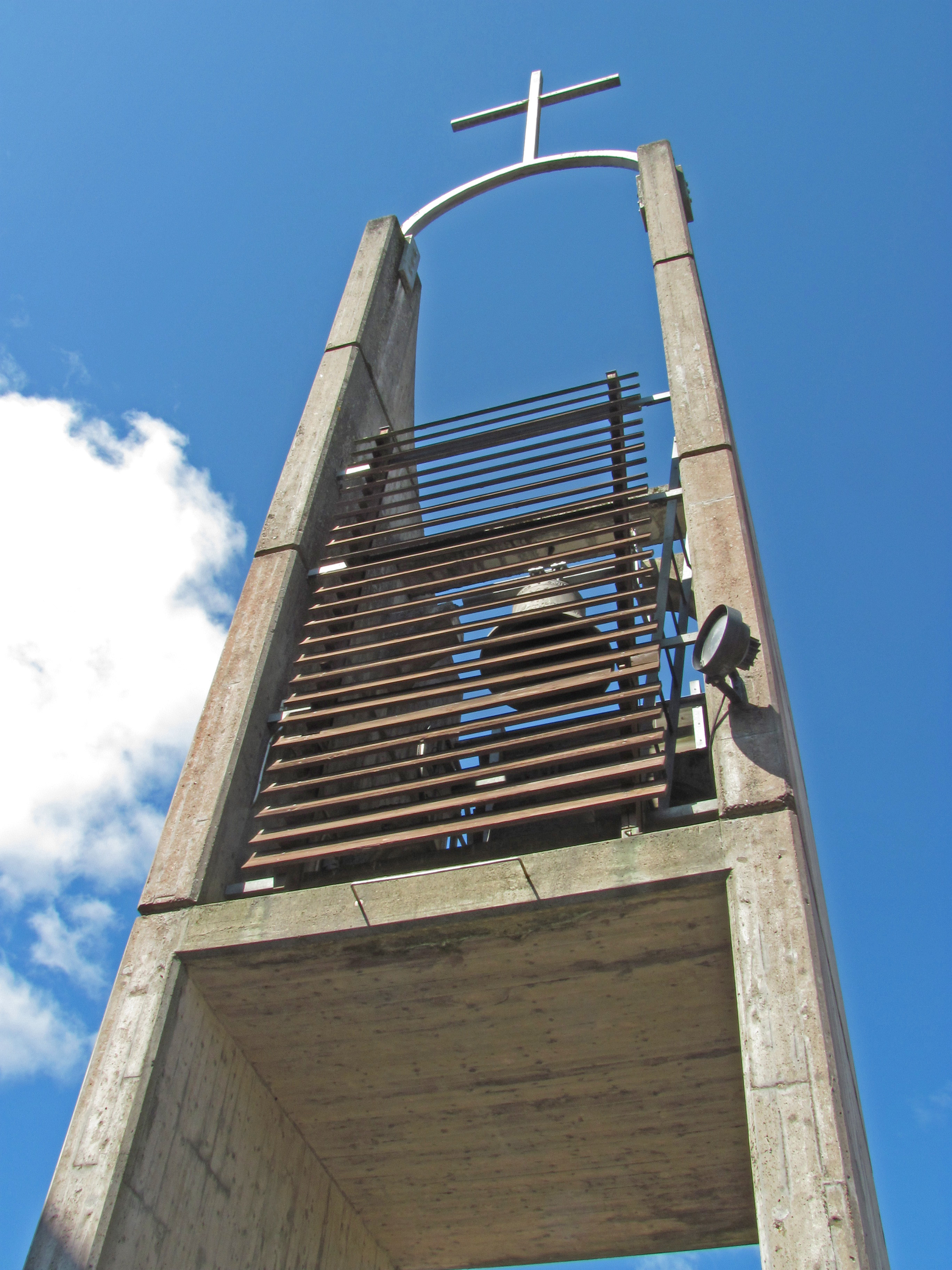
Klockstapeln

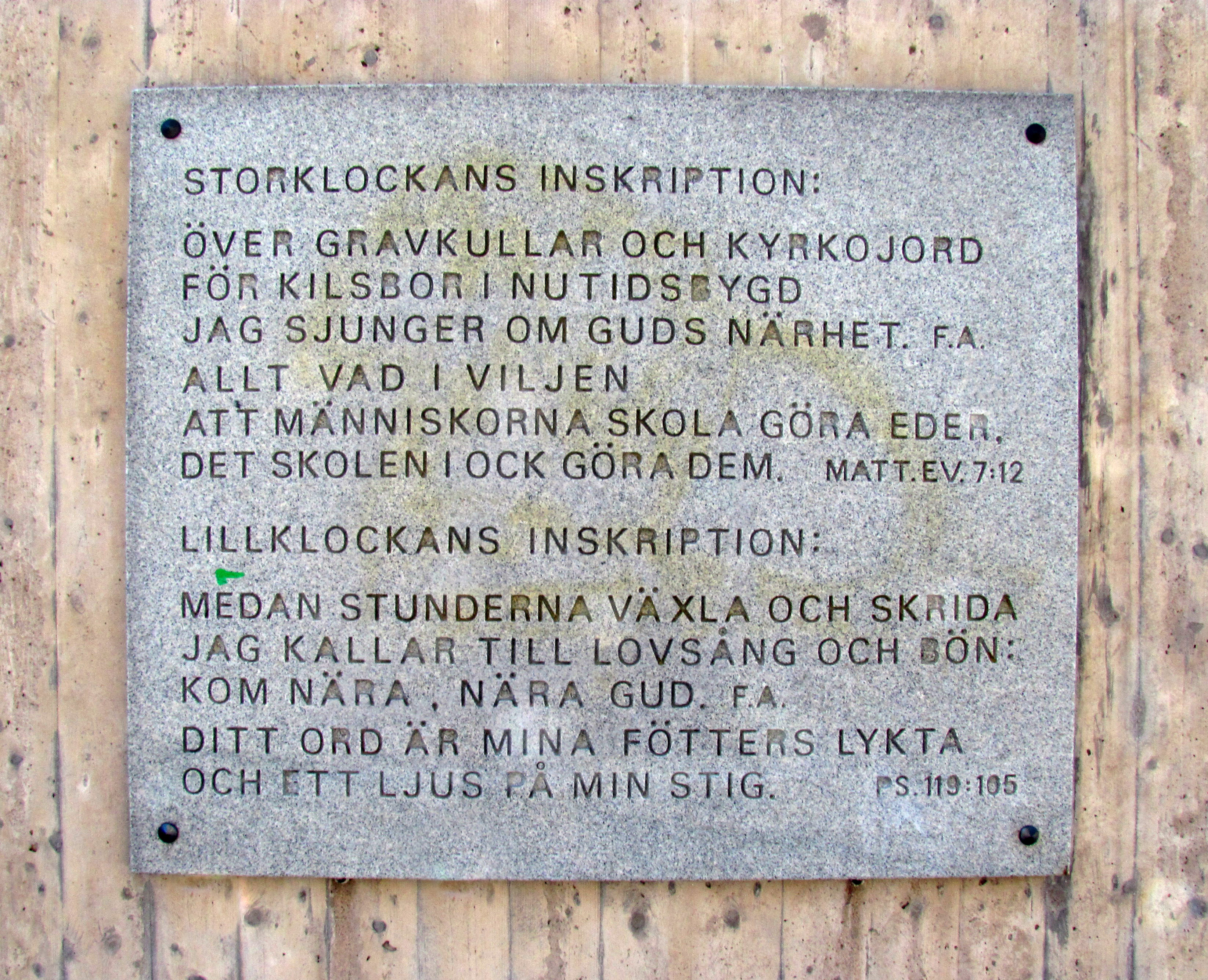
Inskriptioner på klockorna

### Webbkällor
- Kyrkor i Karlstads stift Del II, Utgiven av Värmlands Museum och Karlstads stift, 2008, ISBN 91-85224-72-3
- anläggningspresentation
- byggnadspresentation